# Conchopus anomalopus
Conchopus anomalopus är en tvåvingeart som beskrevs av Sadao Takagi 1965. Conchopus anomalopus ingår i släktet Conchopus och familjen styltflugor. Inga underarter finns listade i Catalogue of Life.